# Östra Ingelstad
Östra Ingelstad är kyrkby i Östra Ingelstads socken  och småort i Tomelilla kommun i Skåne. Orten ligger på Österlen öster om Tomelilla och väster om Simrishamn. SCB avgränsade här mellan 2010 och 2020 en småort.
I byn ligger Östra Ingelstads kyrka.